# The Girl in the Case (film 1914)
The Girl in the Case è un cortometraggio muto del 1914 diretto da Maurice Costello e Robert Gaillord.

## Produzione
Il film fu prodotto dalla Vitagraph Company of America.

## Distribuzione
Distribuito dalla General Film Company, il film - un cortometraggio in due bobine - uscì nelle sale cinematografiche statunitensi il 17 ottobre 1914.